# Walk Alone
Walk Alone è un singolo del gruppo musicale britannico Rudimental, pubblicato il 26 ottobre 2018 come quinto estratto dal terzo album in studio Toast to Our Differences.

## Video musicale
Il video musicale, diretto da Ian Schwartz e girato ad Auckland, è stato pubblicato il 1º novembre 2018 attraverso il canale YouTube del gruppo e mostra la storia di due rugbysti rivali sul campo da gioco ma uniti da una forte amicizia.

## Tracce
Download digitale
1. Walk Alone (feat. Tom Walker) – 3:25

Download digitale – MK Remix
1. Walk Alone (feat. Tom Walker) (MK Remix) – 3:40

Download digitale – MK Dub
1. Walk Alone (feat. Tom Walker) (MK Dub) – 5:27

Download digitale – Acoustic
1. Walk Alone (feat. Tom Walker) (Acoustic) – 3:28

Download digitale – Remixes
1. Walk Alone (feat. Tom Walker) (Alle Farben Remix) – 3:13
2. Walk Alone (feat. Tom Walker) (Nathan Dawe Remix) – 4:29
3. Walk Alone (feat. Tom Walker) (Burak Yeter Remix) – 2:52
4. Walk Alone (feat. Tom Walker) (YOUNOTUS Remix) – 3:13

## Classifiche
| Classifica (2018) | Posizione massima |
| ----------------- | ----------------- |
| Regno Unito       | 80                |